# Айнажи
Айнажи (произношение) (на латвийски: Ainaži) е пристанищен град в Северна Латвия, намиращ се в историческата област Видземе и в административния район Лимбажи. Градът се намира на границата с Естония.

## История
Още от създаването си Айнажи е известен като корабостроителен център и контролен пункт за балтийския воден транспорт. През 1864 г. точно тук е открито първото латвийско морско училище по инициатива на Крисианис Валдермарс. През 1905 г. е построено професионално пристанище. По време на двете световни войни градът понася сериозни щети заради пристанището си и след края на Втората световна война е преустановена всякаква военноморска активност на територията на пристанище Айнажи.
По време на независимостта на Латвия (периода 1920 – 1940 г.) Айнажи получава официално статут на град през 1926 г.
В Айнажи активно се развива търговията на дърва, дърводобива и дървообработването. Изключително удобното му разположение на латвийско-естонската граница и фактът, че през него минава Виа Балтика, позволяват на града да развива транзитно-транспортна търговия.

## Побратимени градове
- Хедеместе, Естония
- Миежишкиай, Литва
- Цесис, Латвия

## Население
През 2005 г. Айнажи е бил с постоянно население от 1794 души. Етническата структура на населението е както следва:
- Латвийци – 92%
- Естонци – 3%
- Руснаци – 2%
- Други – 3%